# Шишкани (Васлуј)
Шишкани (рум. Șișcani) насеље је у Румунији у округу Васлуј у општини Хочени. Oпштина се налази на надморској висини од 188 m.

## Становништво
Према подацима из 2002. године у насељу је живело 398 становника, од којих су сви румунске националности.